# Sándor Wolf
Sándor Wolf (auch Alexander W., * 21. Dezember 1871 in Eisenstadt, Österreich-Ungarn; † 2. Jänner 1946 in Haifa, Mandatsgebiet Palästina) war ein österreichischer Sammler, Kunstmäzen und Weinhändler. Seine Sammlung diente als Grundstock des Burgenländischen Landesmuseums, das er mitgegründet hat.

## Familie
Sándor Wolf wurde als Sohn des jüdischen Weinhändlers Igna(t)z Wolf (* 27. August 1841 in Eisenstadt; † 18. Januar 1906 Eisenstadt) und dessen Ehefrau Minna (Hermine), geb. Gomperz, geboren. Er hatte mehrere Schwestern:
- Ernestine, verh. Schleisser;
- Flora, verh. Braun (* 26. März 1868 Eisenstadt; † 1920);
- Adelheid, verh. Böhm (* 1. November 1870),
- Gisela, verh. Gomperz (* um 1873; † 1937 in Wien, Mutter der Töpferin Lucie Rie)[3],
- Frieda, verh. Löwy (* 27. Januar 1877, Eisenstadt; † Haifa, 11. Juli 1963),
- Alice († 1906 in Bern) und
- Helene, verh. Stern,

sowie einen Bruder: Leopold (* 27. Mai 1868 Eisenstadt; † 14. Mai 1926).

## Leben
Die von ihm geführte Weingroßhandlung „Leopold Wolf’s Söhne“ war eine der größten in der Donaumonarchie. Spätestens mit der Jahrhundertwende setzten seine archäologischen und historischen Interessen ein. Ab 1920 entwickelte Wolf eine Sammlerleidenschaft zur Geschichte des Burgenlandes und zur jüdischen Geschichte. So hatte er in einem Zimmer einen jüdischen Kontor nachgebaut, wie ihn sein Vater – „noch ein voller echter Ghettohändler“ – betrieben hatte. Seine Nähe zum Zionismus beweist seine 1923 unternommene Reise nach Israel. Auf seine Initiative hin kam es 1926 zur Gründung des Burgenländischen Landesmuseums, welches von 1926 bis 1938 im Leinnerhaus seines Familienunternehmens untergebracht war. Seine Sammlung umfasste 1932 – ohne die archäologischen Objekte – bereits mehr als 5800 Objekte. Für die Beteiligung an der Gründung wurde er zum Konservator des österreichischen Bundesdenkmalamtes ernannt.
Im März 1938 wurde Sándor Wolf im Zuge des „Anschlusses“ Österreichs an Hitler-Deutschland von der Gestapo verhaftet und gezwungen, auf sein Vermögen und seine Sammlung „freiwillig“ zu verzichten. Während Teile der burgenländischen Sammlung in Eisenstadt blieben, wurde vermutlich seine Bibliothek mit Judaica nach Berlin gebracht. Wolf musste mit seiner Schwester Frieda Löwy über Fiume und Triest nach Palästina flüchten, wo er in Haifa einen Landsitz erwarb. Möglicherweise gelang es ihm, seine Bibliothek hierher nachkommen zu lassen. In den Jewish Social Studies von 1946 gab er als eigene Auskunft an, dass die Bibliothek und das Museum von Sándor Wolf in Palästina aus 31.000 Büchern zur Geschichte und Kunst Ungarns bestünde. Das Museum wäre aufgeteilt in die Bereiche Archäologie, Kunst und Geschichte. Eine mögliche Rückkehr nach Österreich lehnte er in einem seiner letzten Briefe ab: „... mit einem Gefühl großer Unlust, weil man uns die Heimatsliebe ausgebläut hat, und wir jetzt schon unsere neue - alte - Heimat lieben gelernt haben“. Er starb 1946 in Haifa.

## Restitution und Verbleib der Sammlung
Nach dem Krieg erbte seine Schwester Frieda. Ihr war aber durch ein Kunstausfuhrgesetz eine Ausfuhr der Sammlung aus Österreich verboten. 1955 schenkte sie zumindest acht antike Mumienporträts dem Antikenmuseum in Haifa. 1957 einigten sie (und ihr Anwalt Dr. Karl Friedmann) sich mit den offiziellen Stellen über das weitere Schicksal des Nachlasses. Teile der ehemaligen Wolf-Sammlung wurden 1958 vom Land Burgenland erworben und werden im Wolf-Haus des Landesmuseums ausgestellt. Die restliche Sammlung wurde 1958 in Luzern durch das Auktionshaus Galerie Fischer versteigert. In der Albertina in Wien befindet sich ein Nachlassteil, über dessen Restitution noch keine Entscheidung getroffen wurde.

## Anerkennung
In Eisenstadt ist das historische Wolf-Haus und Wolf-Museum integraler Bestandteil des Gebäudes des Landesmuseums. Es gibt in Eisenstadt die nach Sándor Wolf benannte Alexander-Wolf-Gasse. Am Oberberg gibt es den sogenannten Wolfgarten mit dem Mausoleum der Wolf-Familie. Franz Werfel dürfte Wolf in der Figur Baron Jacques Emanuel Weil in seinem Roman Cella porträtiert haben.

## Veröffentlichungen
- Römerfunde von Eisenstadt. Hrsg. von Wilhelm Kubitschek, mit einem Beitrage von Sándor Wolf (= Sonderschriften des Österreichischen archäologischen Institutes in Wien Band 11). Österreichische Verlagsgesellschaft B. Filser & Co, Wien 1926
- (Hrsg.): Eisenstädter Forschungen. Holzhausen, Wien 1922–